# Eptesicini
Eptescini (пергачі) — триба рукокрилих ссавців із родини лиликових. Триба має космополітичне поширення. Триба налічує 11 родів і 68 видів.

## Склад триби
1. рід Arielulus — 3 види
2. рід пергач (Eptesicus) — 26 видів, зокрема у фауні України присутні 3 види
3. рід Glauconycteris — 13 видів
4. рід Hesperoptenus — 5 видів
5. рід Histiotus — 11 видів
6. рід Ia — 1 вид
7. рід Lasionycteris — 1 вид
8. рід Scoteanax — 1 вид
9. рід Scotomanes — 1 вид
10. рід Scotorepens — 4 види
11. рід Thainycteris — 2 види